# Twieflingen
Twieflingen este o comună din landul Saxonia Inferioară, Germania.